# Demonax fryanus
Demonax fryanus là một loài bọ cánh cứng trong họ Cerambycidae.